# NGC 2451
NGC 2451 ist ein Offener Sternhaufen im Sternbild Puppis. NGC 2451 hat einen Durchmesser von 50'. Nach heutigen Erkenntnissen besteht NGC 2451 aus zwei Sternhaufen (NGC 2451A und B) die optisch auf einer Linie liegen und 197 bzw. 358 Parsec von der Erde entfernt sind.
Das Objekt wurde möglicherweise von Giovanni Battista Hodierna um 1654 beobachtet. John Herschel entdeckte den Sternhaufen am 1. Februar 1835.